# Казахская энциклопедия
ТОО «Казахская энциклопедия» (каз. «Қазақ энциклопедиясы» ЖШС) — научное издательство, государственное ТОО, подведомственное Министерству связи и информации Казахстана.

## История

### Советский период
Предтечей современного издательства стала Главная редакция Казахской советской энциклопедии, созданная в 1968 году. В 1975 году издательство вошло в систему Государственного комитета по делам издательств и полиграфии Казахской ССР. Редакция «Казахской советской энциклопедии» занималась широкопрофильным энциклопедическим книгоизданием: выпускала региональные и отраслевые энциклопедии, различные справочники и словари (в том числе терминологические и двуязычные) и другие издания.
В 1972—1978 годах издавалась первая 12-томная Казахская советская энциклопедия на казахском языке, удостоенная Государственной премии КазССР. В 1981 годах увидел свет энциклопедический справочник «Казахская Советская Социалистическая Республика» (на казахском и русском языках), с 1981 по 1991 года издавалась 4-томная краткая энциклопедия «Казахская ССР» (на казахском и русском языках). С 1985 по 1987 годы издавалась трёхтомная детская энциклопедия на казахском языке «Ол кім, бұл не?» (региональный аналог издания «Что такое? Кто такой?»). За 25 лет Главная редакция Казахской советской энциклопедии выпустила 55 отдельных томов общим тиражом около 3 млн 600 тыс. экземпляров. В разное время с издательством сотрудничали известные учёные-академики У. М. Ахмедсафин, О. А. Байконыров, С. Б. Байтов, Т. Б. Дарканбаев, О. А. Жаутыков, А. Х. Маргулан и др.

### В независимом Казахстане
Главная редакция Казахской энциклопедии образована на базе Главной редакции Казахской советской энциклопедии в 1993 году. С ноября 2001 — современное название. Специализированное республиканское научно-издательское предприятие, осуществляющее выпуск энциклопедий, и справочной литературы на государственном, русском и английском языках. В фондах энциклопедии систематизированы материалы о социально-экономическом и общественно-политическом состоянии Республики Казахстан, о её истории и культуре.

## Основные издания

### Отраслевые и тематические
- Шаңырақ. Энциклопедия (1990)

## Книги, загруженные в Казахскую Википедию
- Қазақстан ұлттық энциклопедиясы (Национальная энциклопедия Казахстана) — 50 000 статей

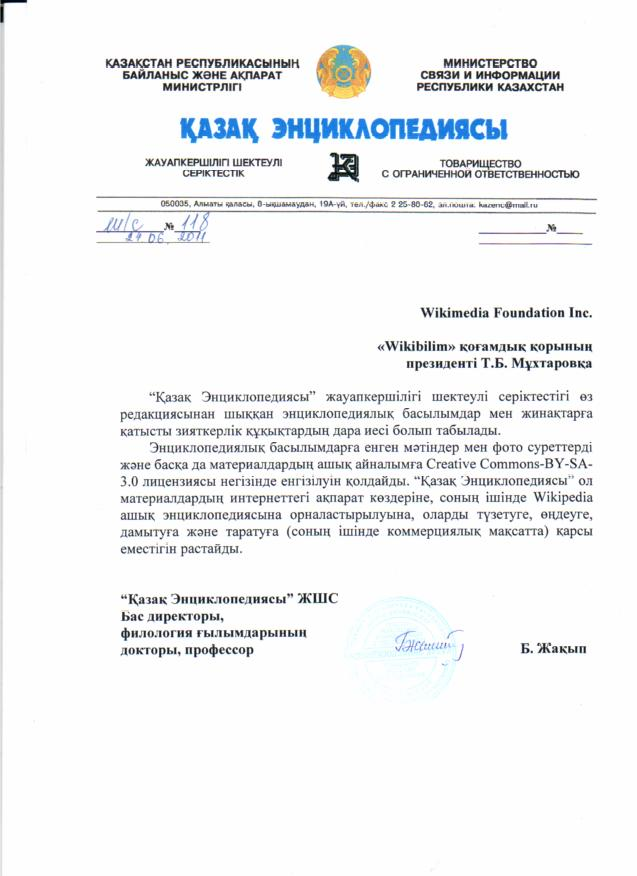
Письмо от Казахской Энциклопедии с заявлением о публиковании её материалов под лицензией CC BY-SA

## Об истории областей и городов

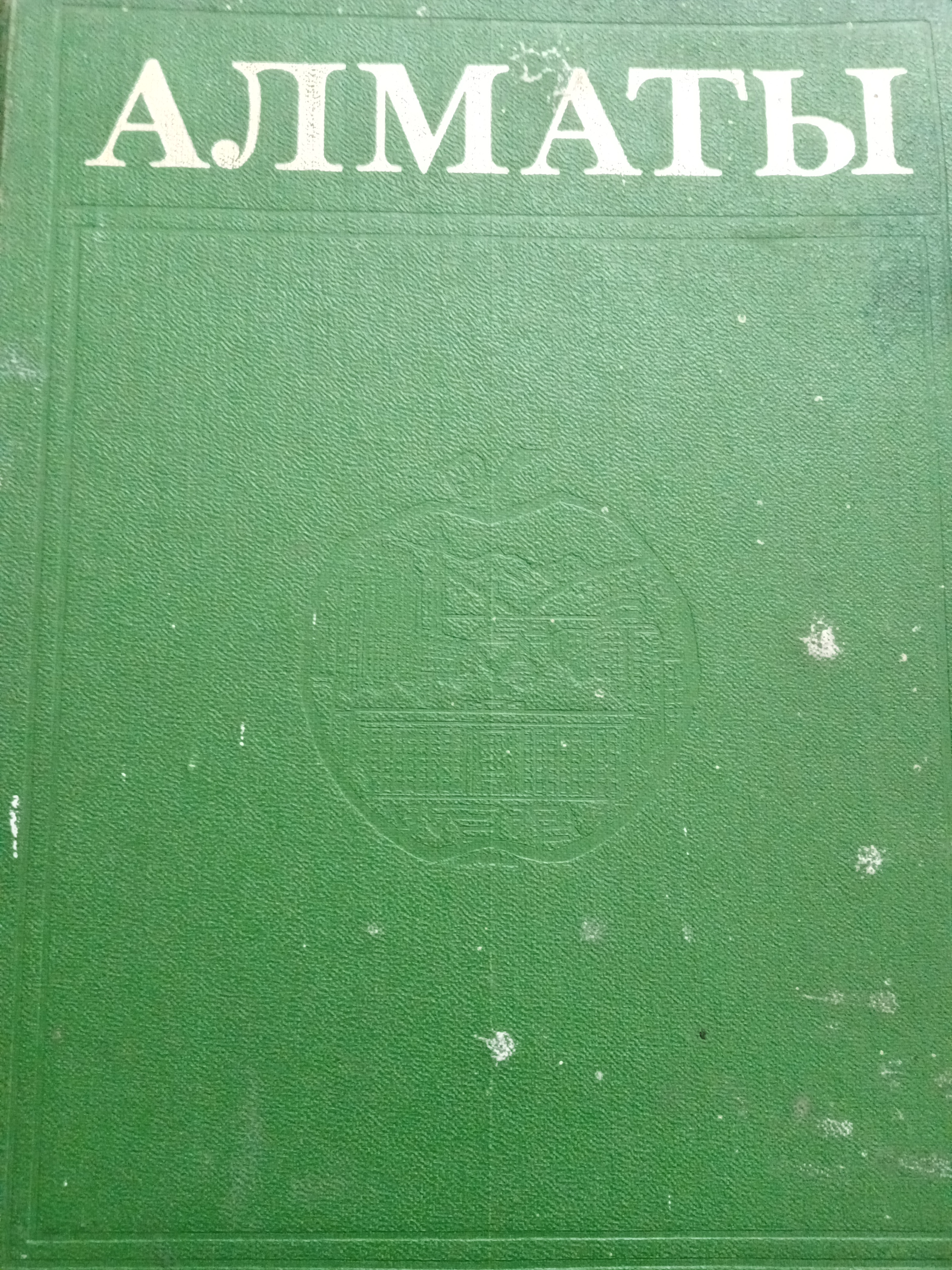
Энциклопедия "Алматы" на казахском языке, 1983 года издания

- «Алматы энциклопедиясы» (1983, 1996),
- «Қарағанды энциклопедиясы» (1990),
- «Ақмола энциклопедиясы» (1995),
- «Тараз энциклопедиясы» (2003),
- «Сыр елі энциклопедиясы» (2005),
- «Оңтүстік Қазақстан энциклопедиясы» (2005),
- «Солтүстік Қазақстан облысы» (2006),
- «Маңғыстау энциклопедиясы» (2008),
- «Ақмола облысы энциклопедиясы» (2009)
- Халықаралық Түркістан энциклопедиясы (2001)

### Казахская советская энциклопедия

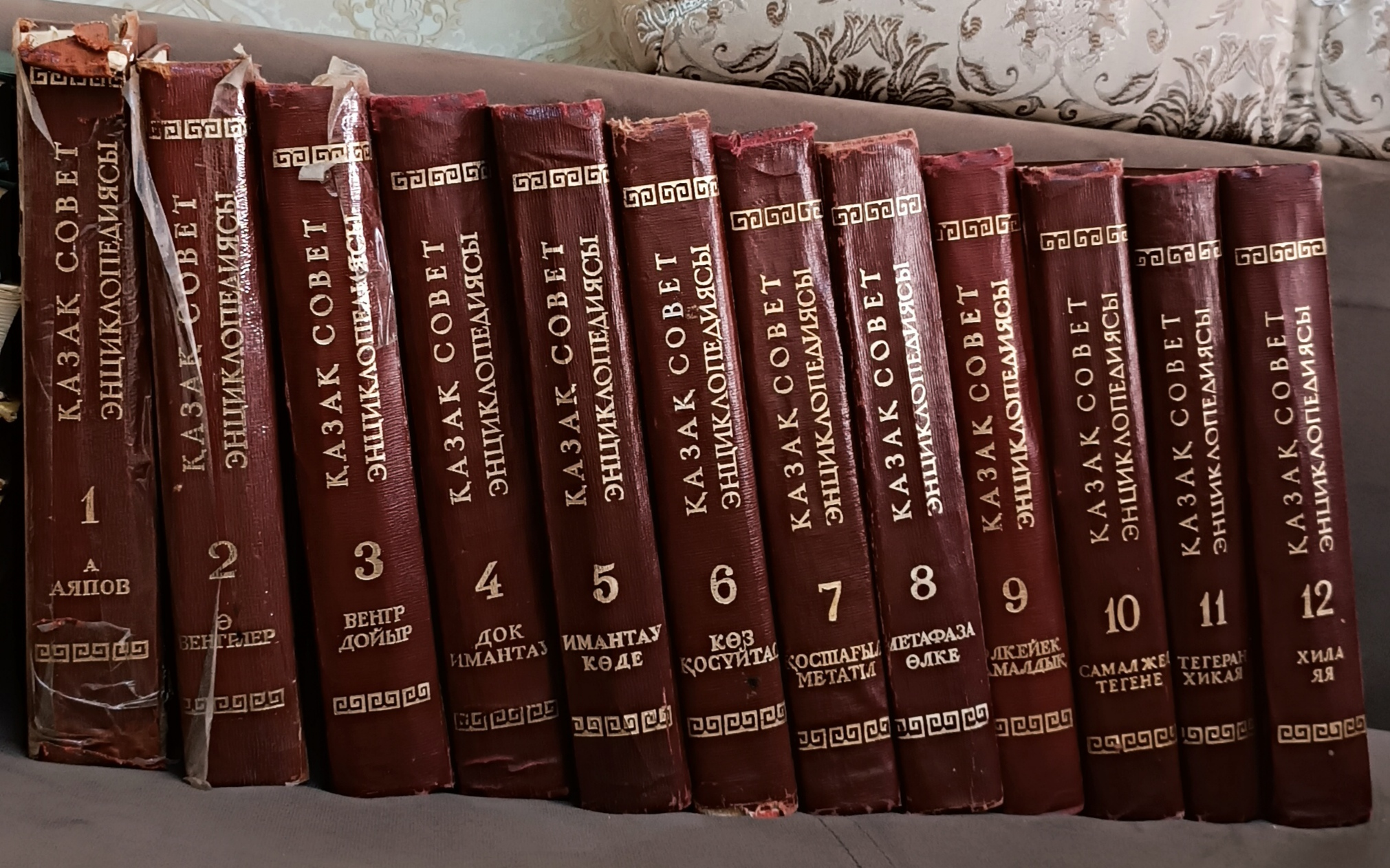

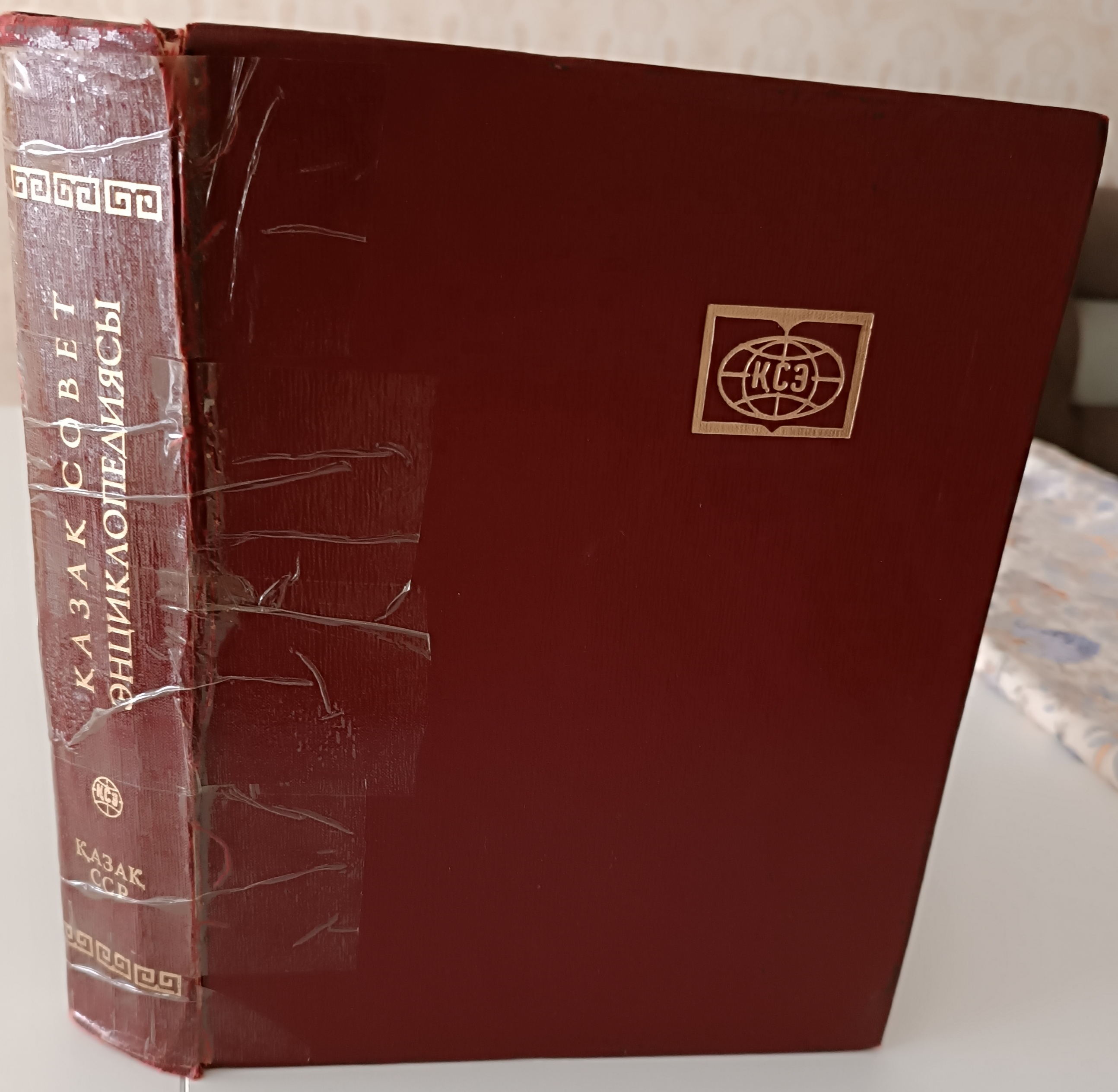
Дополнительный том (1980, на казахском)

### Казахстан. Национальная энциклопедия

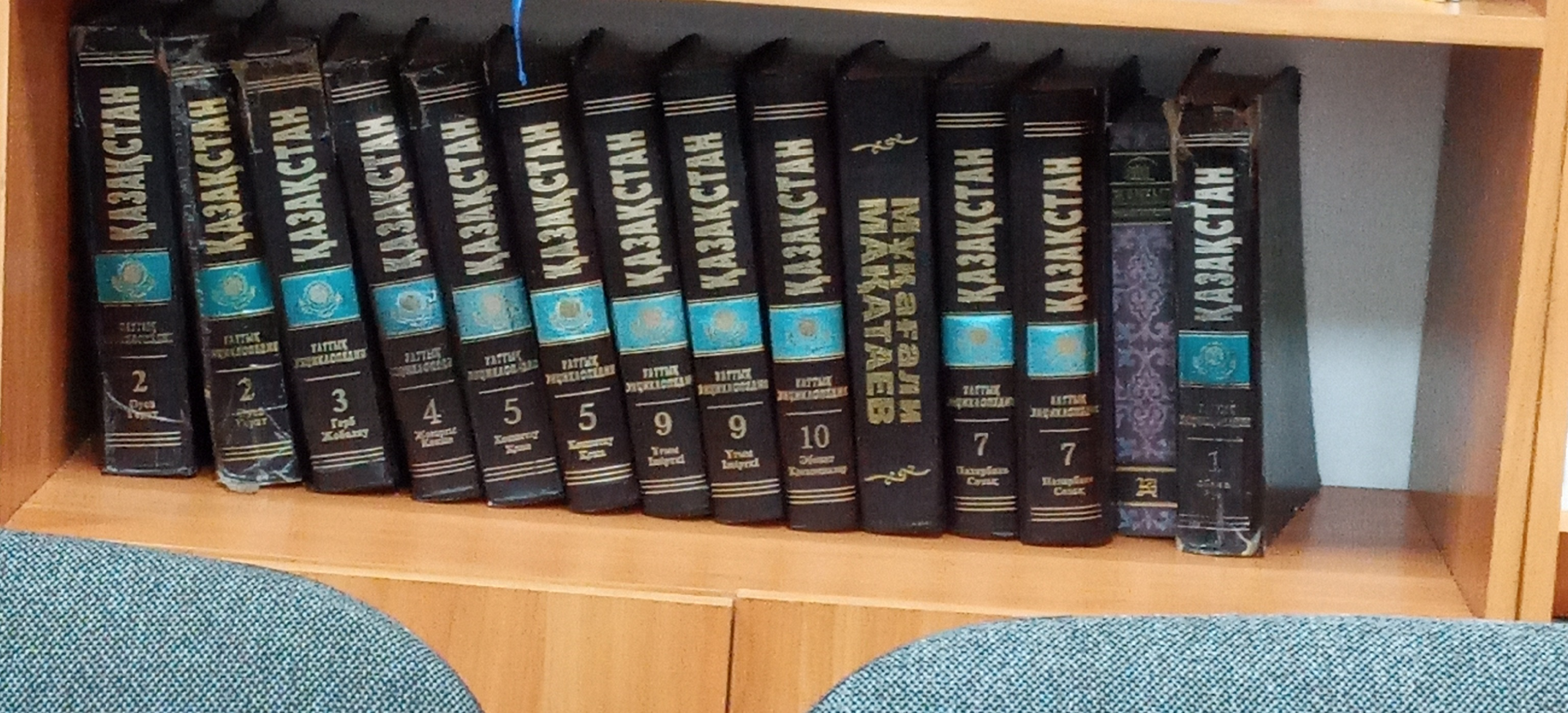
На казахском языке

## Главы
- Академик Мухамеджан Каратаев (1968—1979),
- Академик Манаш Козыбаев (1980—1986),
- Академик Рымгали Нургали (1986—1997),
- Академик Абдималик Нысанбаев (1997—2003);
- Профессор Буркитбай Аяган (2003—2009)
- Профессор Бауыржан Жакып (2009—2015)[4]